# فرودگاه راروئیا
 فرودگاه راروئیا (به انگلیسی: Raroia Airport) یک فرودگاه همگانی است که یک باند فرود آسفالت دارد و طول باند آن ۱۱۸۰ متر است. این فرودگاه در کشور پلی‌نزی فرانسه قرار دارد و در ارتفاع ۵ متری از سطح دریا واقع شده است.